# Tómas Lemarquis
Tómas Lemarquis (Reykjavik, IJsland, 3 augustus 1977) is een IJslandse acteur. Hij is het meest bekend door zijn rol in de IJslandse film Nói Albinói uit 2003.
Lemarquis is de zoon van de Franse leraar Gérard Lemarquis en een IJslandse moeder. Lemarquis´ meest onderscheidende fysieke kenmerken, zijn kale hoofd en het ontbreken van wimpers en wenkbrauwen, komt doordat hij op 13-jarige leeftijd al zijn haar door de ziekte Alopecia universalis verloor. Hij groeide op in een klein stadje in IJsland en studeerde theater aan de Cours Florent in Parijs, waar hij een klasgenoot van actrice Audrey Tautou was, en aan de Reykjavik School of Fine Arts in IJsland.
Lemarquis spreekt vloeiend IJslands, Frans, Engels, Duits en Deens. Hij verblijft momenteel in Frankrijk.

## Filmografie
- Villiljós - Högnir (2001)
- Nói albinói - Nói (2003)
- La maison de Nina - Gustav (2005)
- Köld slóð - Siggi (2006)
- Wie Schwefel in der Luft - 2de slachtoffer (korte film, 2008)
- Luftbusiness - Filou (2008)
- Ich Bombe - Boris (korte film, 2008)
- Desember - Jonni (2009)
- Den som dræber - Yuri (2011)
- Chatrak (2011)
- SOKO Wismar - Einar Gunnarsson (2011)
- Tatort - Panne (2012)
- Errors of the Human Body - Jarek Novak (2012)
- Insensibles - Berkano (2012)
- Am Himmel der Tag - Elvar (2012)
- Frau Ella - Claude (2013)
- Snowpiercer - ei-hoofd (2013)
- Die Pilgerin - Sepp (2014)
- 3 Days to Kill - De albino (2014)
- Blade Runner 2049 - Archivaris (2017)
- Touch Me Not - Tudor (2018)